# 戴兴寺
戴兴寺，位于中国陕西省榆林市榆阳区榆林城内东驼峰山，已列为陕西省文物保护单位。

## 保护
2008年9月16日，戴兴寺公布为第五批陕西省文物保护单位，编号5-3-104。